# Hypotrachyna pseudosinuosa
Hypotrachyna pseudosinuosa är en lavart som först beskrevs av Asahina, och fick sitt nu gällande namn av Hale. Hypotrachyna pseudosinuosa ingår i släktet Hypotrachyna och familjen Parmeliaceae.   Inga underarter finns listade i Catalogue of Life.